# Gimnasio Rafael Romero Bolívar

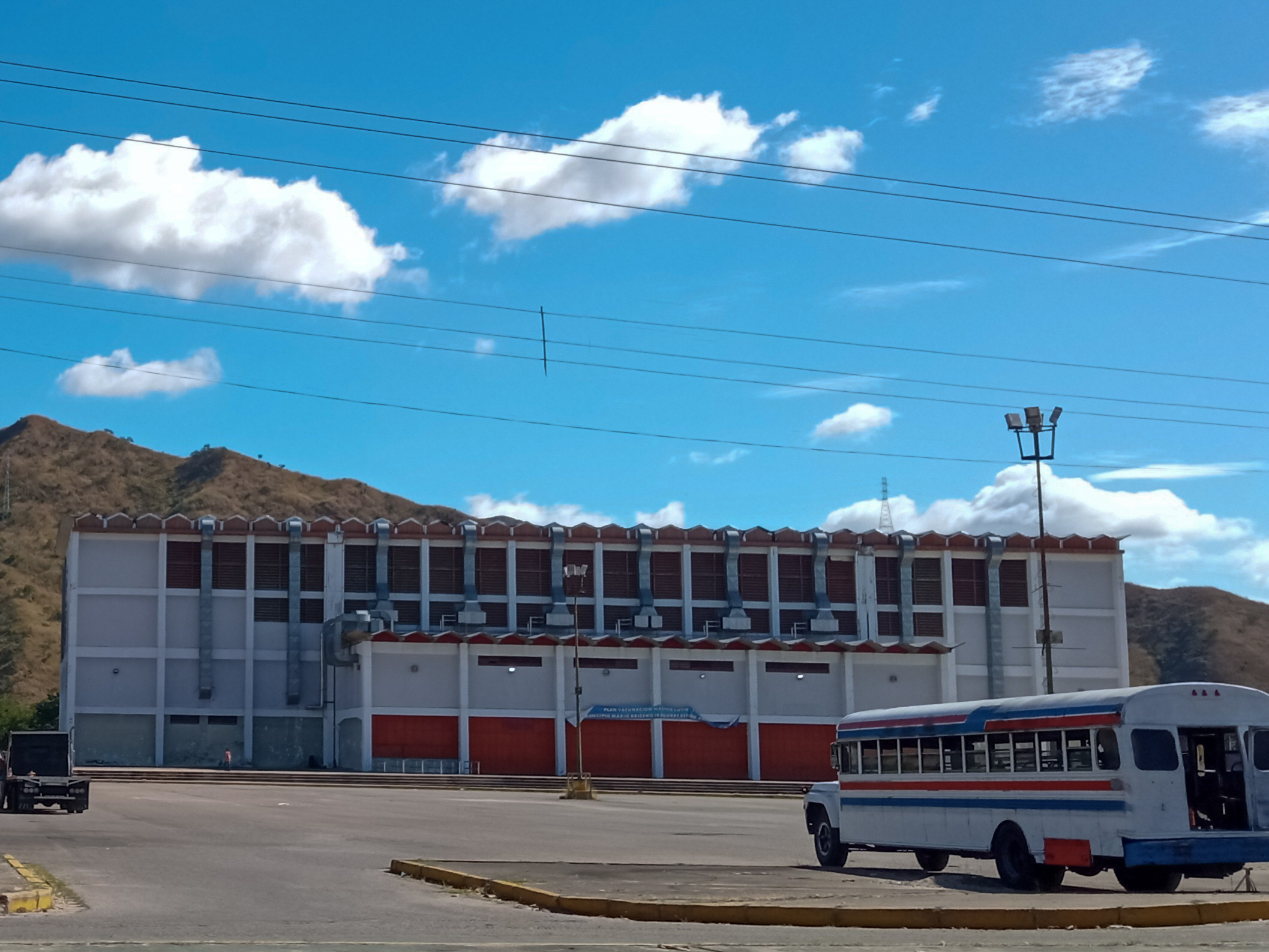
Exterior del recinto.

El Gimnasio Rafael Romero Bolívar también conocido como Coliseo El Limón es un pabellón o coliseo de usos múltiples ubicado en la ciudad de El Limón, dentro del área metropolitana de Maracay, en el estado Aragua, al centro norte de Venezuela. Es uno de los 10 gimnasios utilizados por la Liga Profesional de Baloncesto de Venezuela, además es la sede habitual del equipo Toros de Aragua.

## Historia
Fue llamado Coliseo El Limón por estar ubicado en la avenida El Limón de la capital del municipio Mario Briceño Iragorry, pero su nombre fue cambiado a Rafael Romero Bolívar en febrero de 2010 en reconocimiento a la labor del deportista aragüeño del mismo nombre, miembro del salón de la fama del deporte, del Salón del Deporte de Aragua y quien fuese el mejor jugador del país en 1959 y 1963.
El Gimnasio es una propiedad pública administrada por el gobierno del estado Aragua a través del Instituto Regional de Deporte de Aragua (IRDA). Posee camerinos, oficinas administrativas, servicios básicos, sillería, entre otras comodidades.
Entre 2005 y 2008 el equipo Toros de Aragua dejó de usar el gimnasio mudándose la franquicia a Maturín, pero tras un nuevo acuerdo regresó y desde entonces continúa siendo la sede de ese equipo profesional.